# Календер (Калифорнија)
Календер (енгл. Callender) насељено је место без административног статуса у америчкој савезној држави Калифорнија.

## Демографија
По попису из 2010. године број становника је 1.262.
| Група             | 2000.    | 2010.       |
| Белци             | 0 (0,0%) | 827 (65,5%) |
| Афроамериканци    | 0 (0,0%) | 7 (0,6%)    |
| Азијати           | 0 (0,0%) | 48 (3,8%)   |
| Хиспаноамериканци | 0 (0,0%) | 355 (28,1%) |
| Укупно            | 0        | 1.262       |